# Großbosischer Garten

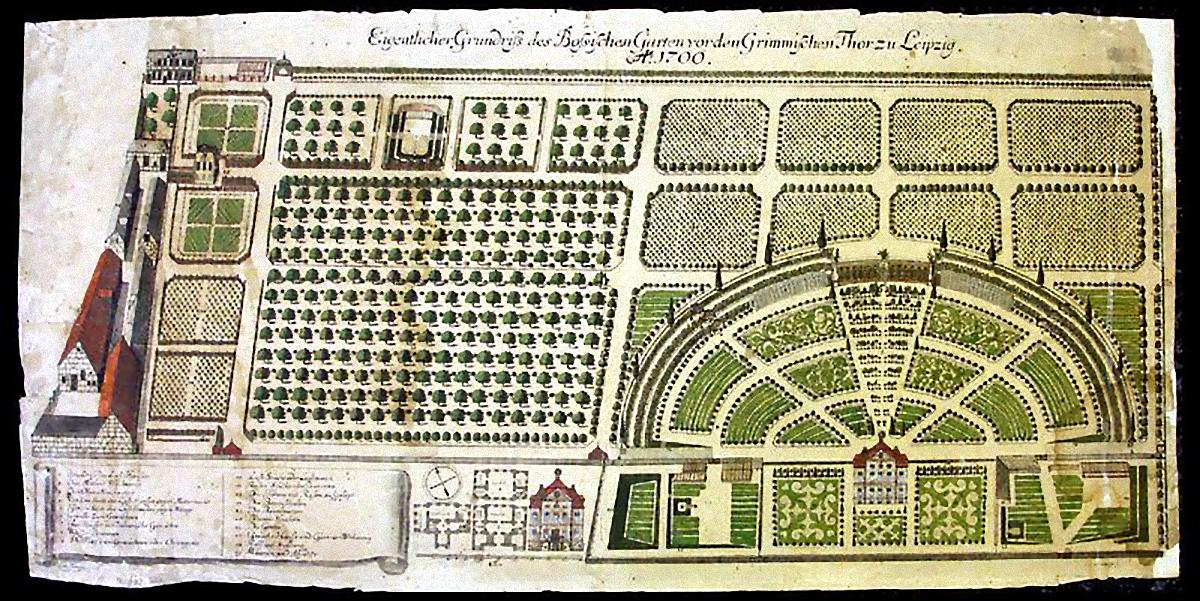
Grundriss des Großbosischen Gartens um 1700

Der Großbosische Garten (auch: Großbosescher Garten) war der älteste der berühmten Barockgärten in Leipzig.

## Lage

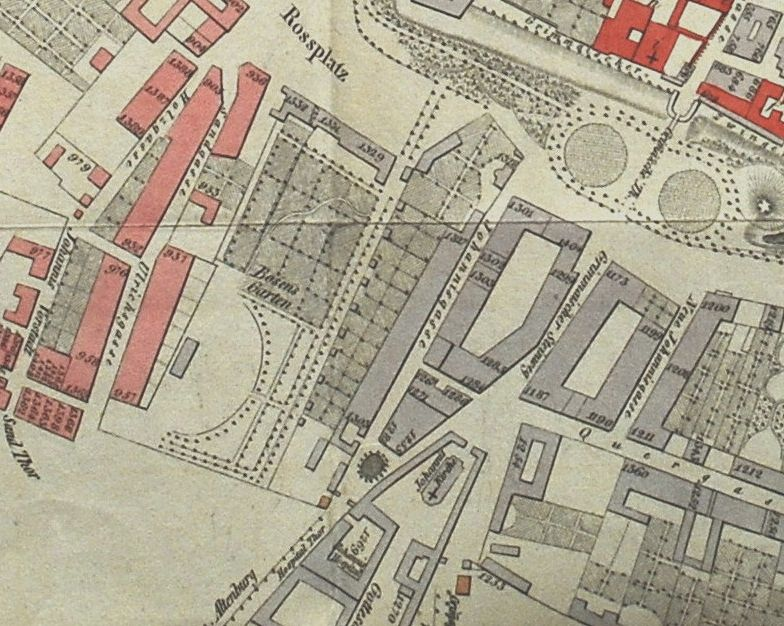
Lage des Großbosischen Gartens. Ausschnitt aus dem Stadtplan von Leipzig von 1823

Angesiedelt war der Garten im heutigen Seeburgviertel im Ortsteil Zentrum-Südost, ungefähr zwischen der Johannisgasse, der Talstraße und der Seeburgstraße sowie dem Roßplatz. Sein Zentrum entsprach etwa dem Kreuzungsbereich von Nürnberger und Goldschmidtstraße.

## Geschichte
Die Leipziger Stadtmauer verlor im letzten Viertel des 17. Jahrhunderts zunehmend ihre militärische Bedeutung. Deshalb gaben – nach Genehmigung durch den sächsischen Kurfürsten – die Ratsherren der Stadt das Gelände vor der Stadtbefestigung zur Bebauung frei. Caspar Bose (1645–1700), dessen Familie dem Patriziat angehörte und eine gut florierende „Gold- und Silberhandlung-Compagnie“ führte, vergrößerte schrittweise zwischen 1680 und 1685 ein der Familie gehörendes Gartengelände in der Ostvorstadt („Vor dem Grimmaischen Thore“) zwischen der Bettelgasse (Johannisgasse) und der Sand- und Ulrichgasse (Seeburgstraße) mit dem Ziel, dort einen Prachtgarten zu errichten. Der Handelsherr wollte sein Repräsentationsbedürfnis befriedigen und leitete damit eine Entwicklung in Leipzig ein, die vor allem im 18. Jahrhundert zum Entstehen von rund 30 prachtvollen Barockgärten führte. Als Caspar Boses Bruder Georg im Westen vor der Stadt ebenfalls einen Garten anlegte, wurde zur Unterscheidung – möglicherweise wegen der Gartenfläche – aus dem Bosischen Garten der Großbosische. Neben Apels Garten, Gerhards Garten oder dem Kleinbosischen Garten war der Großbosische Garten einer der weit über die Grenzen der Stadt bekannten und bewunderten Barockgärten.

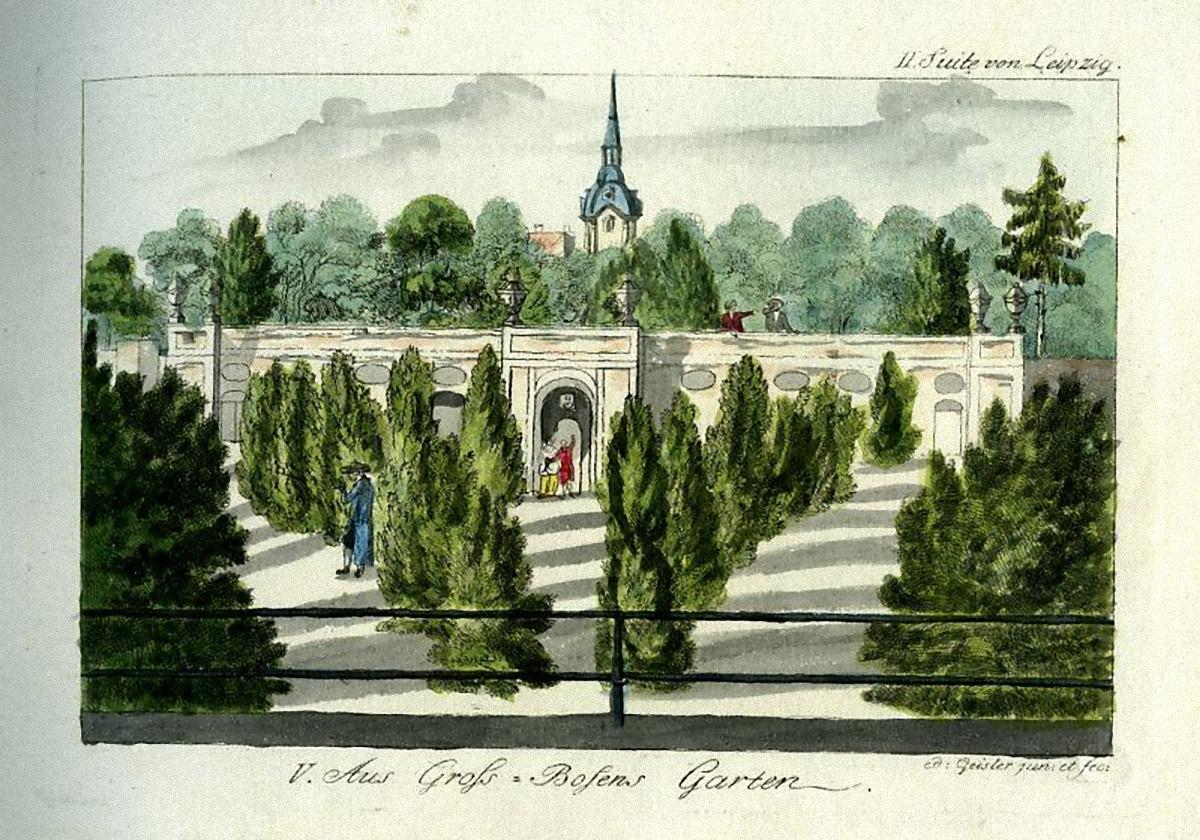
Großbosischer Garten mit dem Turm der Johanniskirche

Caspar Bose besuchte die französische Schule in Leiden und unternahm mehrere Bildungsreisen durch Frankreich, Italien und die Niederlande. Er lernte auf seinen Reisen die französische Gartenbaukunst kennen und führte in der Folge einen intensiven Briefwechsel mit namhaften europäischen Gelehrten zur Gartenkunst und zur Pflanzenzüchtung. 1685 beauftragte er den Mathematiker und Architekten Leonhard Christoph Sturm (1669–1719) mit dem Gestalten einer Gartenanlage.
Der Großbosische Garten fand 1692 seine endgültige Gestalt mit Parkanlage, Baumschule, Weinstöcken und einem Lustgarten mit Brunnen, Fontänen, Tiergehegen, Vogelhäusern und kunstvollen Blumenbeeten. Dank der weltweiten Handelsverbindungen Caspar Boses wuchsen und blühten in seinen Gewächshäusern exotische Pflanzen aus aller Welt. Das Kernstück der Anlage war jedoch eine große terrassenförmige Orangerie zu der ein Hauptweg mit sechs Statuen des Dresdner Bildhauers Paul Heermann (1673–1732) führte. Bemerkenswert: Die Familie Bose ließ sogar eine Gedenkmedaille prägen, als 1711 eine amerikanische Aloe in ihrem Garten blühte. Nicht weniger aufsehenswert waren das Naturalienkabinett, das Kupferstichkabinett, das Herbarium, die Bibliothek – in der Bose seine Büchersammlung zur Gartenarchitektur bewahrte –, die Waffensammlung sowie ein Konzert- und Theatersaal, in dem in den 1730er Jahren auch die Theatertruppe der Caroline Neuber (1697–1760) ihre Stücke spielte.

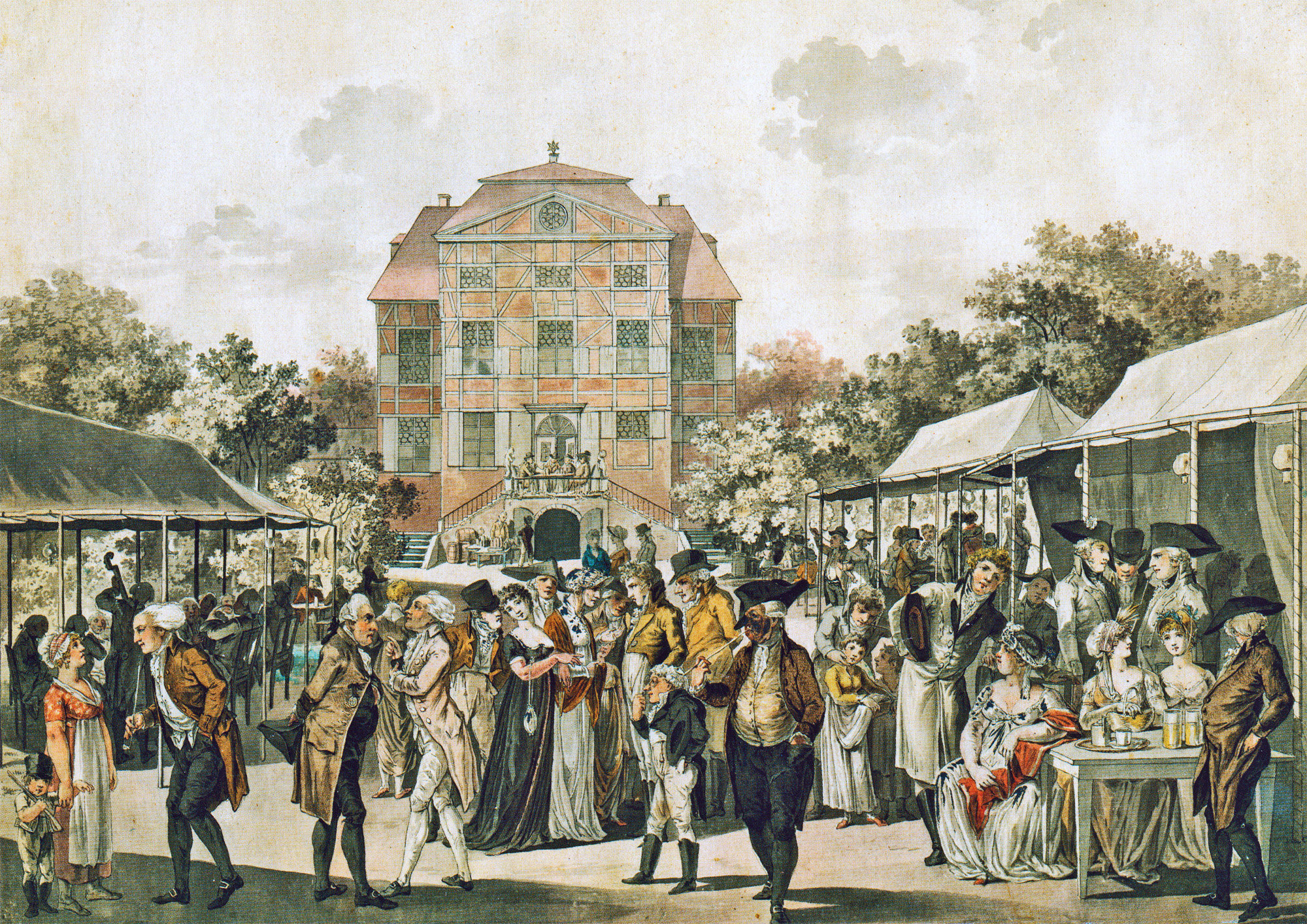
Konzert im Großbosischen Garten

Im Lusthaus des Gartens versammelte der Ratsherr Caspar Bose Gesellschaften und er lud Honoratioren und angesehene Bürger der Stadt zu Veranstaltungen ein. Ebenso gestattete er (zu bestimmten Zeiten) dem „einfachen Mann“ und den vielen Messegästen der Stadt einen Besuch des nach französischem Vorbild gestalteten Barockgartens. Der Großbosische Garten diente August den Starken mit seiner anspruchsvollen architektonischen Gestaltung, der vielfältigen Pflanzenwelt und der Einbindung des gesellschaftlichen Lebens in das Ensemble zum Vorbild für die Errichtung des Dresdner Zwingers.
Nach Caspar Boses Tod (1700) vergrößerten seine Erben die Gartenanlage und bauten sie aus. Der, in der Fachwelt einen sehr guten Ruf genießende und seit 1684 im Großbosischen Garten arbeitende, Gärtner Elias Peine betreute die Anlage weiterhin. Er zeichnete den ersten Gartenplan und gab deutsche Verzeichnisse der Pflanzensammlungen des Großbosischen Gartens heraus. Allerdings konnten die Nachkommen Boses die aufwendige Anlage nur noch bis Mitte des 18. Jahrhunderts finanzieren. Die Anlage verfiel schließlich um 1800 und Johanna Eleonore Bose verkaufte 1824 die letzten Grundstücke der einst berühmten Barockanlage.
Der Buchhändler Carl August Reimer († 1858) verwendete um 1835 das Gelände als Nutzgarten und vermietete Parzellen an viele Leipziger Familien. Außerdem befand sich auf dem Terrain des ehemaligen Großbosischen Gartens das Privattheater „Thalia“ der Leipziger Buchdrucker. Um 1843/44 wurden die Königsstraße (seit 1947 Goldschmidtstraße), die Lindenstraße (seit 2001 „An der Verfassungslinde“), die Rossstrasse (seit 2001 Auguste-Schmidt-Straße) und die Bosenstraße (seit 1870 Nürnberger Straße) angelegt und mit der Bebauung des Geländes begonnen. Von dem ehemaligen Barockgarten blieb nichts mehr erhalten.